# Аеродром Карлове Вари
Аеродром Карлове Вари (IATA: KLV, ICAO: LKKV) је аеродром у Карловим Варима. Налази се у селу Олшова Врата, 6 км југоисточно од центра града и четврти је најпрометнији аеродром у Чешкој Републици. Аеродром је 2013. опслужио 104.469 путника, што је био рекорд.

## Историја
Планови за изградњу нове згарде за одласке на аеродрому објављени су 2011., уз процењене трошкове од 30 милиона круна.  99% путника који су користили аеродром 2012. били су Руси. 

## Авио-компаније и дестинације
Следеће авио-компаније обављају редовне и чартер летове на аеродрому Карлове Вари:
| Airlines           | Destinations               |
| ------------------ | -------------------------- |
| Corendon Airlines  | Seasonal: Tel Aviv         |
| FLYYO              | Seasonal charter: Tel Aviv |
| Smartwings         | Seasonal charter: Antalya  |
| Uzbekistan Airways | Seasonal charter: Tashkent |

## Спољни линкови
Медији везани за чланак Аеродром Карлове Вари на Викимедијиној остави

- Званични веб-сајт